# Сан Ђенаро II - Лапато (Лука)
Сан Ђенаро II - Лапато је насеље у Италији у округу Лука, региону Тоскана.
Према процени из 2011. у насељу је живело 50 становника. Насеље се налази на надморској висини од 117 м.